# New Axis Airways
New Axis Airways (кол. SinAir) — французька авіакомпанія, що базувалася в Марселі. У сферу діяльності компанії входили внутрішні і міжнародні чартерні перевезення на замовлення європейських клієнтів. Флот авіакомпанії базувався переважно в аеропорту Марсель Прованс і міжнародному аеропорту імені Шарля де Голля в Парижі.

## Історія
Авіакомпанія була заснована як SinAir в Греноблі. У червні 2000 року була продана власником (Pan European Air Services) об'єднання Axis Partners. У лютому 2001 року компанія була перейменована в Axis Airways і переведена з Гренобля в Марсель. У жовтні 2006 року було оголошено про банкрутство компанії, після чого Axis Airways отримала фінансову підтримку з боку групи інвесторів: Etoile de La Valentine (26 %), Arkia Israel Airlines (20 %), Gamma Travel (13 %), ISF (35 %) та Sarah Tours (6 %). У грудні 2006 року компанія продовжила свою діяльність зі штатом співробітників у кількості 73 осіб. У 2008 році компанія отримала своє останнє назву — New Axis Airways.
Авіакомпанія остаточно завершила свою діяльність 7 грудня 2008 року і 16 листопада 2009 року була оголошена банкрутом.

## Географія польотів

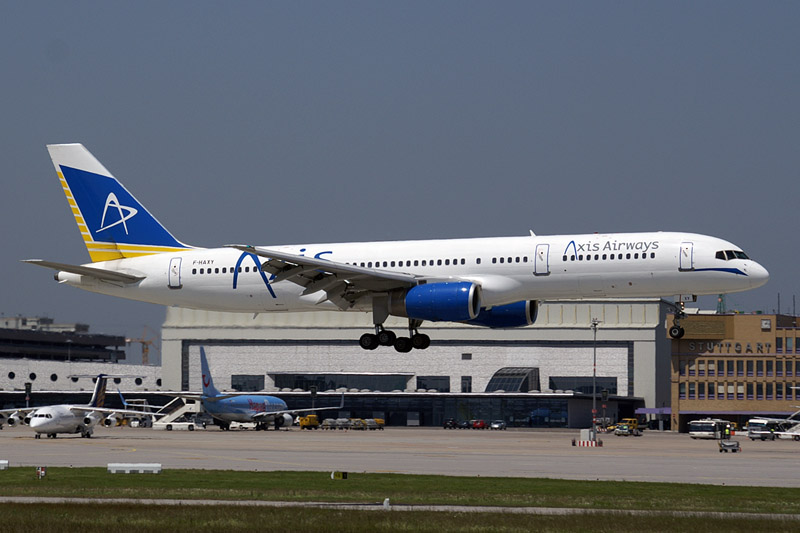
Axis Airways Boeing 757-200

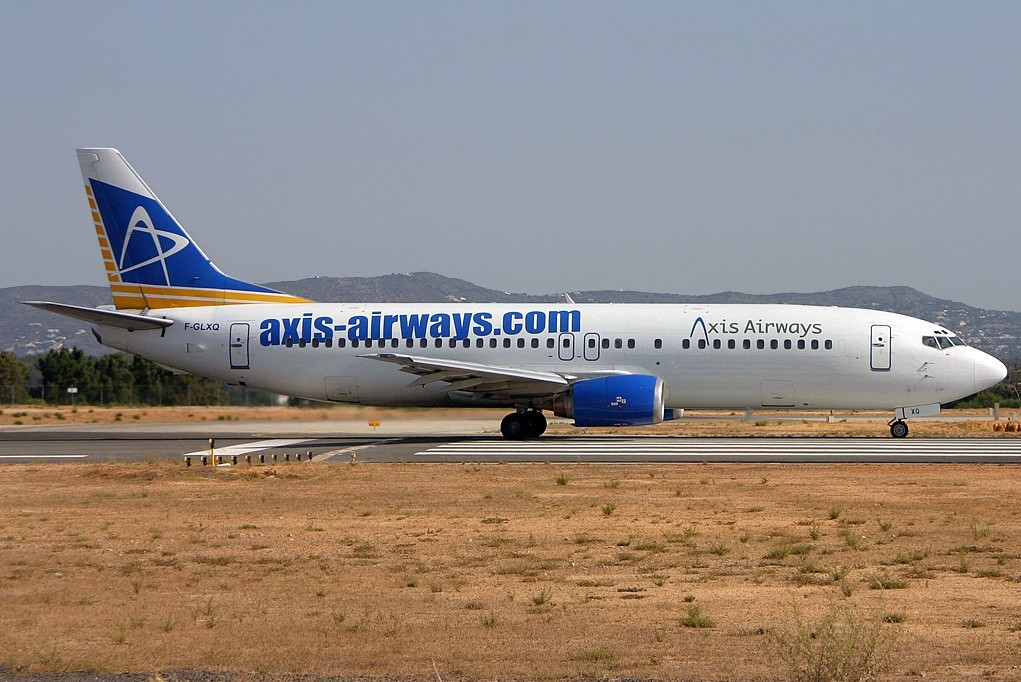
Boeing 737-4Y0 авіакомпанії Axis Airways (реєстраційний F-GLXQ) в аеропорту Фару

Основними пунктами призначення рейсів, що виконувалися компанією, були:
- Париж (Міжнародний аеропорт імені Шарля де Голля);
- Марсель (аеропорт Марсель Прованс);
- Тель-Авів (аеропорт імені Давида Бен-Гуріона);
- Іракліон (аеропорт Іракліон).

## Флот
На грудень 2009 року флот авіакомпанії складався з таких літаків:
- 1 Boeing 737-400 (F-GLXQ);
- 2 Boeing 737-800 (F-GIRS і F-GZZA).